# كثرة المنسجات الشبكية
كثرة المنسجات الشبكية أو الداء الشبكي المنسجي (بالإنجليزية:Reticulohistiocytosis) هو نوع من الاضطرابات الجلدية المصنفة ككثرة منسجات غير إكسية.
يمكن تقسيمها لنوعين:
- ورم كثرة المنسجات الشبكية.
- كثرة المنسجات الشبكية متعددة المراكز.

## ورم كثرة المنسجات الشبكية
ورم كثرة المنسجات الشبكية (بالإنجليزية:Reticulohistiocytoma) هو اضطراب جلدي يتميز بأنه اضطراب جلدي وحيد وقاس في أقل من سنتيمتر في القطر وعادة ما يحدث في الشباب أو الناس في منتصف العمر، يكون أكثر شيوعا في الإناث. وتشمل المناطق المتأثرة الرأس ومنطقة الرقبة والجزء العلوي من الجذع. قد تتعايش مع بعض الأورام أو الأوعية الدموية ، وفي 30 في المئة من المرضى الذين يعانون من اللويحة الصفراء.

## كثرة المنسجات الشبكية متعددة المراكز
كثرة المنسجات الشبكية متعددة المراكز (بالإنجليزية:Multicentric reticulohistiocytosis) هو مرض متعدد -يهاجم في مناطق متعددة في الجسم- يبدأ عادة في حوالي الخمسين من العمر ،أكثر شيوعا في الإناث بنسبة الضعف.